# California (película)
California es una película Italiana de 1977 dirigida por Michelle Lupo. Supone uno de los últimos spaghetti western realizados y está protagonizada por Giuliano Gemma, Raimund Harmstorf, William Berger y un joven Miguel Bosé.
Ambientada en los meses siguientes a la guerra de Secesión americana, el film está artísticamente influenciado por otros spagheti westerns tardíos, como Keoma o El Valle de la Muerte.

## Argumento
Tras acabar la guerra civil, los presos sudistas son puestos en libertad, pero obligados a volver a sus casas sin recibir comida ni caballos. Willy es un joven sudista que conoce a un camarada suyo: Michael Random, y ambos emprenden un camino de vuelta a casa, en el que tendrán que hacer frente a la fuerte hostilidad por parte de los nordistas, y a una banda asesina dirigida por el malvado Rupp Whitaker.
Random no puede evitar que linchen a Willy y le cuelguen de un árbol, así que decide ir a casa de sus padres para comunicarles la fatídica noticia. Ya en casa de los padres de Willy, Random comienza a intimar con la hermana de éste, y decide quedarse junto con ella y sus padres. Pero la banda de pistoleros de Rupp Whitaker pasa por el pueblo y se llevan a la muchacha secuestrada, así que Random se las ingenia para infiltrarse en la banda asesina y liberar a la mujer.